# بروس أندرسون (لاعب كرة قدم)
بروس أندرسون (بالإنجليزية: Bruce Anderson)‏ هو لاعب كرة قدم بريطاني، ولد في 23 سبتمبر 1998 في Banff, Aberdeenshire ‏ في المملكة المتحدة. لعب مع إلغين سيتي ‏.

## وصلات خارجية
- بروس أندرسون على موقع قاعدة بيانات كرة القدم.إي يو (الإنجليزية)
- بروس أندرسون على موقع Soccerbase.com (لاعب) (الإنجليزية)
- بروس أندرسون على موقع Soccerway.com (الإنجليزية)
- بروس أندرسون على موقع عالم كرة القدم.نت (الإنجليزية)